# Nónay Tibor
Nónay Tibor (Budapest, 1899. október 13. – Budapest, 1985. szeptember 19.) magyar orvos, szemész, egyetemi tanár, az orvostudományok kandidátusa (1952).

## Életpályája
1923-ban orvosi diplomát kapott Budapesten. 1923–1929 között Imre József pécsi szemklinikáján gyakornok volt. 1929–1939 között a budapesti Állami Szemkórházban volt segédorvos. 1939–1945 között a Pázmány Péter Tudományegyetem Szemészeti Klinika klinikai adjunktusa, 1943–1945 között magántanára volt. Az 1940-es években a betegeskedő Imre József helyettese volt. 1941-től a Szemészet című folyóirat szerkesztője, 1958–1962 között főszerkesztője volt. 1941–1945 között a Magyar Szemorvos Társaság titkára, 1966–1969 között elnöke, 1969-től tiszteletbeli tagja volt. A szemészeti műtéttanból 1943-ban egyetemi magántanári képesítést kapott, professzor kinevezése előtt címzetes rendkívüli tanárrá nyilvánították. 1945–1950 között az I. sz. Szemészeti Klinika klinikaigazgató nyilvános rendes tanára volt. 1944–1945 között a nemzeti ellenállás tagjaként a klinikán számos üldözöttnek adott menedéket. 1946–1970 között a Szemészeti Klinika vezetője volt. 1950–1952 között a Budapesti Orvostudományi Egyetem Szemészeti Klinika nyilvános rendes tanára, 1952–1970 között egyetemi tanára volt.  1970-ben nyugdíjba vonult. 1970-től nyugdíjas tudományos tanácsadó volt.
Jó gyakorlati érzékkel rendelkező szemorvos és operatőr volt. Kitűnő előadói készséggel rendelkezett. Szakirodalmi téren is fontos tevékenységet fejtett ki. Mintegy 55 tudományos közleménye jelent meg nyomtatásban.
Sírja a Farkasréti temetőben található (41-1-199/200).

## Családja
Szülei: Dr. Nónay Dezső (1857–1939) tábornok és Stokovszky Gabriella (1872–1944) voltak. 1923. február 22-én, Budapesten házasságot kötött Hoszpotzky Mária Magdolnával.

## Művei
- Szemészeti műtéttan (Budapest, 1943)

## Díjai
- Schulek Vilmos-emlékérem (1984)[10][11]